# Makaria (imię)
Makaria – imię żeńskie pochodzenia greckiego. Pochodzi od słowa makários oznaczającego „szczęśliwy”. Patronką tego imienia jest św. Makaria, wspominana razem ze św. Maksymą i św. Januarym.
Męski odpowiednik: Makary
Makaria imieniny obchodzi 8 kwietnia.